# Schaffende Hände
Schaffende Hände ist ein Zyklus von mindestens 87  Kurzfilmen von Hans Cürlis, die bildende Künstler beim Entstehen eines Werkes beobachten. Sie erschienen von 1923 bis etwa 1967.

## Hintergründe
Der Filmemacher und Kunsthistoriker Hans Cürlis hatte bereits 1919 zehn Kurzfilme über einzelne Plastiken in Berliner Museen gemacht, die der Vermittlung von Kunst für ein breiteres Publikum dienen sollten.
Ab 1922 gelang es ihm, Künstler bei der Entstehung eines ihrer Werke zu filmen. Seine Aufnahmen mit Lovis Corinth gelten als die ersten dieser Art mit einem bekannten Maler überhaupt, früher als zum Beispiel in Frankreich. Es folgten Otto Dix, Max Liebermann, Käthe Kollwitz  und viele weitere bekannte und unbekanntere Maler und Bildhauer, meist aus Deutschland (meist in Berlin), einige wenige aus Italien.
Die Filme boten für die Zuschauer die seltene Möglichkeit, diesen Schaffensprozess direkt zu beobachten.
Das besondere Augenmerk sollte auf der schöpferischen Tätigkeit der Hände liegen und die Zuschauer auch zu eigenen kreativen Tätigkeiten anregen.
Die Filmreihe hatte eine große Wirkung, es wurde in Kunstzeitschriften und weiteren Illustrierten berichtet, oft mit Fotos, einige Filme wurden auch im Ausland wie Paris gezeigt (Stummfilme).
Der Bankier Wilfried Basse gab zum Beispiel unter dem Eindruck dieser Filme seine Tätigkeit auf und wurde ein Filmemacher.
Um 1932 beendete Hans Cürlis diese Filmreihe und konnte danach einige umfangreiche Künstlerporträts machen (Arno Breker). Seit 1950 nahm er die frühere Kurzfilmform wieder auf und schuf einige weitere Folgen dieses Zyklus, allerdings mit unbekannteren Künstlern.
Nach den Auslagerungen 1944/45 waren die alten Filmrollen zunächst vollständig verschwunden, 1947 konnten einige aber wiedergefunden werden, weitere in den folgenden Jahrzehnten.

## Filme (Auswahl)
Ein Gesamtverzeichnis aller Filme wurde bisher nicht erforscht, auch deren Gesamtzahl ist unsicher (87 oder etwa 150), viele Einzelfilme sind gegenwärtig nicht mehr bekannt. Die meisten entstanden bis 1930 und waren etwa drei Minuten lang.
Einige erhaltene Kopien sind im Institut für den wissenschaftlichen Film (IWF) vorhanden.

### 1923–1932
- 1922 Lovis Corinth,  beim Zeichnen eines Landschaftsbilds, erster Film des Zyklus, 1958/1959 bearbeitet
- 1923 und 1924 George Grosz, bei  einer Federzeichnung, 1962 bearbeitet
- 1925 Heinrich Zille, beim Zeichnen einer „Berliner Göre“ auf dem Balkon seiner Wohnung in Berlin, 1962 bearbeitet
- 1925 Lesser Ury, in seinem Atelier beim Zeichnen einer Berliner Straße, 1961 bearbeitet
- 1925 Käthe Kollwitz
- 1926 und 1928 Max Oppenheimer (Mopo), zeichnet Heinrich Mann, 1991 bearbeitet
- 1926 Otto Dix, beim Zeichnen eines weiblichen Halbakts, 1979 bearbeitet
- 1926 Wassily Kandinsky,  in der Galerie Nierendorf bei der Arbeit an einem abstrakten Gemälde, 1960/1961 bearbeitet
- vor 1927 Dietz Edzard
- 1927 Max Pechstein, in seinem Atelier an dem Bild Fischerboot im Sturm, 1961 bearbeitet
- 1929 Alexander Calder, auch 1967, 1978 bearbeitet
- 1929 Alceo Dossena, auch  1931/1932
- 1930 Felix Nussbaum, bei. seinem Gemälde „Antikensaal“[5]
- Max Liebermann (erhalten)[6][7]
- Max Slevogt (erhalten)
- Georg Kolbe

### 1950–1967
- 1950 Heinz Trökes, malt surrealistische Gesichter in seinem Atelier, 1962 bearbeitet.
- 1967 Renée Sintenis, zeichnet und modelliert ein Fohlen (erhalten)
- 1967 Alexander Calder, Zeichnungen (erhalten)

### Zusammenfassende Filme
- 1926 Die Maler, (mit Begleithrft)
- 1926 Die Bildhauer, (mit Begleitheft)
- 1931/1932 Vier Bildhauer beginnen und vollenden ihr Werk
- 1933 Ein Vermächtnis . 1923–1933. Zehn Jahre Schaffende Hände[8]
- 1957 Lovis Corinth, Max Liebermann, Max Slevogt, erweiterte Fassung zu diesen  drei Impressionisten[9]
- 1975 Hans Cürlis. Berlin 1975. Pionier des Kulturfilms und schaffender Künstler, Lebensporträt